# Awkward passion
Awkward passion er en film instrueret af Henrik Wadt Thomsen.

## Handling
En musikvideo med Awkward Passion, der fremfører sangen "Interior".